# Eusebio Bejarano
Eusebio Bejarano Vilaro (Badajoz, 1948. május 6. –) spanyol labdarúgó, hátvéd.

## Pályafutása

### Klubcsapatban
1967–68-ban a Badajoz, 1968 és 1979 között az Atlético Madrid, 1979–80-ban a Sporting Gijón labdarúgója volt. 1981–82-ben a Badajoz csapatában fejezte be az aktív játékot. Az Atléticóval három spanyol bajnoki címet és két kupagyőzelmet ért el. Tagja volt az 1973–74-es idényben BEK-döntős együttesnek.

### A válogatottban
1971-ben egy alkalommal szerepelt a spanyol U23-as válogatottban.

## Sikerei, díjai
Atlético Madrid
- Spanyol bajnokság (La Liga)
  - bajnok (3): 1969–70, 1972–73, 1976–77
- Spanyol kupa (Copa del Generalísimo)
  - győztes (2): 1972, 1976
- Bajnokcsapatok Európa-kupája (BEK)
  - döntős: 1973–74
- Interkontinentális kupa
  - győztes: 1974